# 荚莲叶越桔
荚莲叶越桔（学名：Vaccinium sikkimense），为杜鹃花科越桔属下的一个植物种。